# سوروئية تشربزان (نرغسان)
سوروئیة تشربزان (بالفارسية: سوروئیه چربزان) هي منطقة سكنية تقع في إيران في قسم نرغسان الریفي. يقدر عدد سكانها بـ 218 نسمة .